# ادیک ظهرابیان
ادیک آرتمی ظهرابیان (ارمنی: Էդիկ Արտեմի Զոհրաբյան؛ زادهٔ ۵ مهٔ ۱۹۳۹ - درگذشته ۲۱ ژوئن ۲۰۱۳) تاریخ‌نگار اهل ارمنستان بود.

## زندگی‌نامه
وی در ۵ مهٔ ۱۹۳۹ در شهرستان کاپان به دنیا آمد و از دانشگاه دولتی ایروان فارغ‌التحصیل گشت. وی برنده جوایزی همچون مدال موسس خورناتسی است. وی در ۲۱ ژوئن ۲۰۱۳ در ۷۴ سن سالگی در ایروان درگذشت.